# 维克托·弗莱斯尔
维克托·弗莱斯尔（德語：Viktor Flessl，1898年11月6日—1943年12月18日），奥地利男子赛艇运动员。他曾代表奥地利参加1928年夏季奥林匹克运动会赛艇比赛，获得男子双人双桨铜牌。